# Hildegund Treiber
Hildegund Treiber (* 1959) ist eine deutsche Kirchenmusikerin, Cembalistin und Organistin.

## Leben und Wirken
Hildegund Treiber studierte in Stuttgart Orgel bei Jon Laukvik an der Staatlichen Hochschule für Musik und Darstellende Kunst. Anschließend studierte sie Cembalo an der Hochschule in Köln. Mit einem weiteren Studium an der Schola Cantorum Basiliensis in Basel vertiefte sie ihre Kenntnisse auf dem Gebiet der historischen Aufführungspraxis und Interpretation.
Hildegund Treiber arbeitet als Organistin und Cembalistin in Stuttgart und ist Cembalo- und Orgelbegleiterin für Solisten (vor allem für Blockflöte und Trompete). Zudem ist sie Musiklehrerin und Chorleiterin am Friedrich-von-Alberti-Gymnasium in Bad Friedrichshall.

## Einspielungen
- Concerto. Musik für Trompete und Orgel (u. a. Werke von Antonio Vivaldi, Maurizio Cazzati und Johann Sebastian Bach) mit Hildegund Treiber (Winterhalter-Orgel Tauberbischofsheim) und Matthias Beck (Trompete). Organum 9601, 1995.
- Erschallet! mit Matthias Beck (Trompete), Vicente Lopez (Trompete), Hildegund Treiber (Orgel). Organum 960205, 1996.